# Нью-Кінгмен-Батлер
Нью-Кінгмен-Батлер (англ. New Kingman-Butler) — переписна місцевість (CDP) в США, в окрузі Могаве штату Аризона. Населення — 12 907 осіб (2020).

## Географія
Нью-Кінгмен-Батлер розташований за координатами 35°15′52″ пн. ш. 114°0′33″ зх. д. / 35.26444° пн. ш. 114.00917° зх. д. (35.264487, -114.009081). За даними Бюро перепису населення США в 2010 році переписна місцевість мала площу 12,87 км², уся площа — суходіл.

## Демографія
Згідно з переписом 2010 року, у переписній місцевості мешкали 12 134 особи в 4991 домогосподарстві у складі 3172 родин. Густота населення становила 943 особи/км². Було 5863 помешкання (456/км²).
Расовий склад населення:
| - 89,5 % — білих - 1,5 % — корінних американців - 0,7 % — чорних або афроамериканців - 0,7 % — азіатів - 0,2 % — вихідців з тихоокеанських островів - 4,0 % — осіб інших рас |

До двох чи більше рас належало 3,4 %. Частка іспаномовних становила 12,2 % від усіх жителів.
За віковим діапазоном населення розподілялося таким чином: 22,0 % — особи молодші 18 років, 57,6 % — особи у віці 18—64 років, 20,4 % — особи у віці 65 років та старші. Медіана віку мешканця становила 44,4 року. На 100 осіб жіночої статі у переписній місцевості припадало 97,0 чоловіків; на 100 жінок у віці від 18 років та старших — 95,8 чоловіків також старших 18 років.
Середній дохід на одне домашнє господарство становив 37 228 доларів США (медіана — 27 675), а середній дохід на одну сім'ю — 42 311 долар (медіана — 32 584). Медіана доходів становила 30 422 долари для чоловіків та 30 028 доларів для жінок. За межею бідності перебувало 30,8 % осіб, у тому числі 40,7 % дітей у віці до 18 років та 11,8 % осіб у віці 65 років та старших.
Цивільне працевлаштоване населення становило 3631 осіб. Основні галузі зайнятості: освіта, охорона здоров'я та соціальна допомога — 22,3 %, роздрібна торгівля — 15,5 %, мистецтво, розваги та відпочинок — 11,2 %, виробництво — 9,7 %.